# Hokuto, Yamanashi
Hokuto (北杜市 (Bắc Đỗ thị) Hokuto-shi) là một thành phố thuộc tỉnh Yamanashi, Nhật Bản.